# Лыков-Оболенский, Иван Фёдорович
Князь Иван Фёдорович Лыков-Оболенский († после 1654) — стольник, голова и воевода, во времена правления Михаила Фёдоровича и Алексея Михайловича.
Младший сын воеводы князя Ф. И. Плащицы Лыкова.
Рюрикович в XXII колене, представитель княжеского рода Лыковых-Оболенских, младший брат князя А. Ф. Лыкова.

## Биография
Упомянут стольником (1624). На свадьбе царя Михаила Фёдоровича с княжной Марией Долгоруковой, в числе поезжан (19 сентября 1624). В Панафидиной палате угощал пахолков и гайдуков, бывших при литовском после (21 марта 1635). За столом, при персидском после, Государю пить давал (19 мая 1635) и "вина наряжал" (08 сентября 1635). Был при гробе царевича Ивана Михайловича, а потом при гробе царевича Василия Михайловича (1639). Воевода в Крапивне (1641). Исполнял дворцовые службы (1642). Воевода в Вязьме (1642-1643). Послан в Мценск приводить к присяге жителей и полки (24 июля 1645). На службе в Ярославле и переведён в Яблонев (1646). Воевода в Курске (1647). В чине стольника в отсутствие государя был в Москве "при ея охране" (29 марта и 8 апреля 1649). За несправедливое местничество с князем А. И. Буйносовым был посажен в тюрьму (1650). Упоминается в походе на поляков, был головой у стряпчих в Государевом полку (1654).
Владел поместьями в Оболенском уезде, полученные по разделу с братом Алексеем Фёдоровичем (1648).

## Семья
Женат на княжне Елене Дмитриевне Пожарской (с 1637), дочери князя Дмитрия Михайловича Пожарского. От этого брака родился один сын:
- Михаил (1640—1701) — боярин и воевода, последний князь Лыков-Оболенский.